# Siegen
Siegen là một thành phố của Đức. Thành phố thuộc bang Nordrhein-Westfalen. Siegen nằm ở phần Westphalian phía nam của Bắc Rhine-Westphalia.
Nó nằm trong huyện Siegen-Wittgenstein trong khu vực Arnsberg. Thành phố học (14.100 sinh viên trong học kỳ mùa đông 2010-2011) là huyện lỵ của huyện và được xếp hạng là một "trung tâm cao hơn" trong tích tụ đô thị Nam Westphalian.
Năm 1975, trong quá trình cải cách và sáp nhập đô thị, dân số Siegen đã vượt quá mốc 100.000.